# جولیان آلسفورد
جولیان آلسفورد (انگلیسی: Julian Alsford؛ زادهٔ ۲۴ دسامبر ۱۹۷۲) بازیکن فوتبال اهل بریتانیا است.
از باشگاه‌هایی که در آن بازی کرده‌است می‌توان به باشگاه فوتبال لندن تایگرز، باشگاه فوتبال سلو تاون، باشگاه فوتبال داندی یونایتد، باشگاه فوتبال بارنت، باشگاه فوتبال واتفورد، و باشگاه فوتبال استاینز تاون اشاره کرد.